# My Piscium
My Piscium (μ Piscium, förkortat My Psc, μ Psc), som är stjärnans Bayerbeteckning, är en stjärna belägen i sydöstra delen av stjärnbilden Fiskarna. Den har en skenbar magnitud på 4,84 och är svagt synlig för blotta ögat där ljusföroreningar ej förekommer. Den befinner sig på ett avstånd av ca 304 ljusår  (ca 93 parsek) från solen.

## Egenskaper
My Piscium är en multipelstjärna med tre komponenter. Den närmaste multipeln är ungefär 5,6 enheter svagare i skenbar magnitud.
Huvudstjärnan är en orange till röd jättestjärna av spektraltyp K4III, som vid en yttemperatur av ca 4 200 K har en utstrålning av energi som är 45 gånger större än solens strålning.